# Tiridates I (Parthen)
Tiridates I was de broer van de Parthische koning Arsaces I. Volgens de oude geschiedschrijver Arrianus volgde hij in 247 zijn broer op als koning van de Parthen. Mede vanwege de grote hoeveelheid munten die van Arsaces gevonden zijn, wijzen moderne historici deze traditie af en volgen zij gewoonlijk Junianus Justinus, die stelt dat Arsaces I door Arsaces II wordt opgevolgd en daarmee geen ruimte laat voor een regering van Tiridates. Sommigen houden het voor mogelijk dat Tiridates wellicht enige tijd co-regent is geweest naast zijn broer. Dat zou in elk geval de verwarring verklaren.